# Game of Death

Game Of Death 1978 Bruce Lee

Game of Death (bra: Jogo da Morte; prt: O Último Combate de Bruce Lee, em cantonês:  Sei5 Mong4 Jau4 Hei3) é um filme incompleto de artes marciais estrelado, escrito, dirigido e produzido por Bruce Lee. 
Bruce morreu durante as gravações. Mais de 100 minutos de vídeo foram filmados antes de sua morte, depois alguns deles foram parar nos arquivos da Golden Harvest.  
A filmagem restante foi lançada com os diálogos originais em Cantonês e em Inglês, com John Little dublando o personagem de Bruce como parte do documentário Bruce Lee: A Warrior's Journey.  
A maior parte da filmagem que foi lançada é do que viria a ser a trama central do filme. 
Durante as gravações, Bruce recebeu uma oferta para estrelar Operação Dragão, o primeiro filme de kung fu produzido por um grande estúdio de Hollywood (Warner Bros.), e com um orçamento nunca antes visto para algo do gênero (U$800.000). 
Bruce morreu de edema cerebral antes do lançamento do filme. 
À época de sua morte, Bruce tinha planos para retomar as filmagens de O Jogo da Morte.
Após a morte de Bruce, o diretor de Operação Dragão Robert Clouse foi encarregado de terminar o filme usando dublês e um novo roteiro. Sua versão foi lançada em 1978, cinco anos após a morte do protagonista.

## Resumo
Bruce Lee interpreta Billy Lo, um jovem lutador de Kung Fu com a carreira em plena ascensão. 
Ao ganhar notoriedade acaba por despertar a cobiça de um sindicato criminoso. Ao não aceitar entrar para a organização, Billy Lo sofre uma série de atentados. 
Aproveitando-se de uma tentativa frustrada de assassinato, ele simula a própria morte para então infiltrar-se no sindicato e buscar vingança.

## Trama original
Na trama original de Game of Death, Bruce Lee interpreta um campeão mundial de arte marciais, Hai Tien, que recentemente havia se aposentado dos torneios. 
No entanto, uma gangue do submundo da Coreia propõe a ele participar de uma caça de tesouro que se encontra em um pacote localizado no país. Entretanto, Hai Tien recusa a prosposta da gangue. 
Após a recusa, a gangue responde dizendo a ele que seus irmãos estão em poder deles e, se Hai recusar, matarão eles. Sem opções, Hai aceita o desafio.
O cativeiro se chama Palsang-Jon, na Coreia, é todo feito de madeira com cinco andares, sendo que o desafio consiste em passar por todos os lutadores da torre, um em cada andar, sendo todos eles de primeira categoria. 
No 2.º andar encontra-se Dan Inosanto, no 3.º andar o mestre de Hapkido Jin Han Jae e por fim, no 4.º andar, Kareem Abdul-Jabbar, que faz uma luta épica contra Hai Tien.

## Filmagens
Durante a produção do filme, o ator Bruce Lee morreu tragicamente devido a um edema cerebral.
Para que o filme não ficasse inacabado foi utilizado um dublê, montagens e cenas de outros filmes nas cenas que faltavam.
No filme, o personagem de Bruce Lee simula sua própria morte. As cenas do funeral de seu personagem são, na verdade, cenas reais de seu próprio funeral.
As filmagens começaram em 1972, sendo interrompidas duas vezes. 
Na primeira, Bruce Lee preferiu dedicar-se a um novo projeto que surgia, o filme Operação Dragão. 
Após concluído, Bruce Lee decidiu então retornar, mas acabou falecendo logo em seguida.
Utilizando-se de dublês, cenas de outros filmes e diversas montagens, Jogo da Morte foi lançado somente em 1978, passados então cinco anos desde o início das gravações, com um novo roteiro, completamente diferente do original. 
Outras versões do filme surgiriam logo em seguida, em tentativas de explorar o roteiro inacabado de Bruce Lee.
O uniforme amarelo com listras pretas utilizado por Bruce Lee, foi referenciado em diversos outros filmes, entre eles Kill Bill.
O ator Chieh Yuan já havia morrido, em 1977. Seu personagem vestia um quimono preto.
Na agenda de Bruce Lee, onde relatava os seus compromissos, estava programada a conclusão da filmagem de Game of Death, agendada para Setembro de 1973.
Além de Bruce Lee, Abdul-Jabbar e Inosanto foram os únicos a ter participação direta, tanto no elenco de 1972, quanto de 1978.
Na final do filme são exibidas cenas de vários filmes de Bruce Lee, como forma de homenagem.

## Elenco principal
- Bruce Lee como Billy Lo
- Colleen Camp como Ann Morris
- Dean Jagger como Dr. Land
- Gig Young como Jim Marshall
- Tai Chung Kim como Billy Lo
- Biao Yuen como Billy Lo (Bill Yuen)
- Robert Wall como Carl Miller
- Kareem Abdul-Jabbar como Hakim
- Mel Novak como Stick
- Hugh O'Brian como Steiner
- James Tien como Charlie Wang
- Dan Inosanto como Pasqual (Danny Inosanto)
- Chuck Norris como Colt (arquivo de imagens)
- Roy Chiao como Henry Lo
- Russell Cawthorne como Surgeon
- George Lazenby (arquivo de imagens)

### Elenco original, em 1972
- Bruce Lee como Hai Tien
- James Tien como Tien
- Chieh Yuan como Yuan
- Whang Ing Sik provável 1º guardião
- Taki Kimura provável 2º guardião
- Dan Inosanto como 3ºguardião
- Ji Han Jae como 4º Guardião
- Kareem Abdul-Jabbar como mantis e 5º guardião